# ATP Challenger Tour Finals 2014
Die ATP Challenger Tour Finals 2014 waren ein Tennisturnier, das im Stadion Ginásio do Ibirapuera in São Paulo, Brasilien vom 17. bis 23. November 2014 auf Sandplatz ausgetragen wurde.
Das Turnier wurde von der ATP zum vierten Mal ausgetragen und war Teil der ATP Challenger Tour 2014. Es war das Saisonabschlussturnier für die Spieler der ATP Challenger Tour. Qualifiziert waren die besten sieben Spieler des Jahres 2014 und ein Spieler, der mit einer Wildcard vom Veranstalter nominiert wurde. Gespielt wurde in zwei Vierer-Gruppen im sogenannten Round-Robin-Verfahren, wo jeder Spieler einmal gegen alle anderen Spieler derselben Gruppe antrat. Die jeweils besten zwei Spieler jeder Gruppe qualifizierten sich für die Endrunde, die im K.-o.-System ausgetragen wurde, wobei jeweils der Gruppensieger gegen den Gruppenzweiten der jeweils anderen Gruppe antrat.

## Preisgeld und Punkte
Das Gesamtpreisgeld betrug 220.000 US-Dollar.
| Runde                    | Einzel    | Punkte |
| ------------------------ | --------- | ------ |
| Sieg                     | +45.000 $ | +50    |
| Halbfinalsieg            | +21.000 $ | +30    |
| Gruppenphase (3 Siege)   | +18.900 $ | +45    |
| Gruppenphase (2 Siege)   | +12.600 $ | +30    |
| Gruppenphase (ein Sieg)  | 0+6.300 $ | +15    |
| Gruppenphase (kein Sieg) | 0+6.300 $ | +00    |
| Ersatzspieler            | 0+3.500 $ | +00    |

## Qualifikation
Die sieben bestplatzierten Herren der ATP Challenger Tour qualifizierten sich für diesen Wettbewerb. Dazu kam noch ein Reservist. Entscheidend für die Qualifikation war die ATP Challenger Jahresrangliste zum Stand 10. November 2014.
| ATP Challenger Rankings (Stand: 10. November 2014) | ATP Challenger Rankings (Stand: 10. November 2014) | ATP Challenger Rankings (Stand: 10. November 2014) | ATP Challenger Rankings (Stand: 10. November 2014) | ATP Challenger Rankings (Stand: 10. November 2014) | ATP Challenger Rankings (Stand: 10. November 2014) |
| #                                                  | Spieler                                            | Punkte                                             | Turniere                                           | ATP                                                | Qualifikationsdatum                                |
| -------------------------------------------------- | -------------------------------------------------- | -------------------------------------------------- | -------------------------------------------------- | -------------------------------------------------- | -------------------------------------------------- |
| 1                                                  | Gilles Müller                                      | 647                                                | 14                                                 | 046                                                |                                                    |
| 2                                                  | Diego Schwartzman                                  | 557                                                | 20                                                 | 077                                                | 10. November 2014                                  |
| 3                                                  | Víctor Estrella                                    | 488                                                | 15                                                 | 080                                                | 10. November 2014                                  |
| 4                                                  | João Souza                                         | 470                                                | 21                                                 | 090                                                | 10. November 2014                                  |
| 5                                                  | Gō Soeda                                           | 437                                                | 19                                                 | 116                                                |                                                    |
| 6                                                  | David Goffin                                       | 420                                                | 8                                                  | 022                                                |                                                    |
| 7                                                  | Simone Bolelli                                     | 418                                                | 8                                                  | 060                                                | 10. November 2014                                  |
| 8                                                  | Albert Ramos Viñolas                               | 411                                                | 10                                                 | 063                                                |                                                    |
| 9                                                  | Andreas Haider-Maurer                              | 411                                                | 22                                                 | 084                                                | 10. November 2014                                  |
| 10                                                 | Jan-Lennard Struff                                 | 408                                                | 10                                                 | 055                                                |                                                    |
| 11                                                 | Blaž Rola                                          | 399                                                | 19                                                 | 081                                                | 10. November 2014                                  |
| 12                                                 | Pablo Cuevas                                       | 397                                                | 9                                                  | 035                                                |                                                    |
| 13                                                 | Marsel İlhan                                       | 392                                                | 15                                                 | 100                                                |                                                    |
| 14                                                 | Máximo González                                    | 387                                                | 17                                                 | 105                                                | 10. November 2014                                  |

- Die Spieler, deren Namen orange unterlegt ist, hatten ihre Saison vorzeitig beendet oder nahmen ihr Startrecht in São Paulo nicht wahr
- Die sieben Spieler, deren Namen grün unterlegt ist, waren für São Paulo qualifiziert

Außerdem erhielt der Brasilianer Guilherme Clezar aufgrund einer Wildcard den achten Startplatz. Mit Weltranglistenplatz 331 war er gleichzeitig der am schlechtesten in der Weltrangliste positionierte Spieler des Starterfeldes.

## Round Robin

### Gruppe A

#### Ergebnisse
| Spieler               | Spieler               | Ergebnis       |
| --------------------- | --------------------- | -------------- |
| Máximo González       | Víctor Estrella       | 6:3, 6:4       |
| Simone Bolelli        | Andreas Haider-Maurer | 6:4, 6:4       |
| Víctor Estrella       | Andreas Haider-Maurer | 6:2, 6:0       |
| Simone Bolelli        | Máximo González       | 6:4, 5:7, 7:63 |
| Andreas Haider-Maurer | Máximo González       | 4:6, 6:1, 6:1  |
| Víctor Estrella       | Simone Bolelli        | 6:4, 6:2       |

#### Tabelle
| Pos. | Setzliste | Spieler               | Spiele | Sätze | Punkte |
| ---- | --------- | --------------------- | ------ | ----- | ------ |
| 1    | 3         | Víctor Estrella       | 31:20  | 4:2   | 2:1    |
| 2    | 1         | Simone Bolelli        | 36:37  | 4:3   | 2:1    |
| 3    | 7         | Máximo González       | 37:41  | 4:4   | 1:2    |
| 4    | 5         | Andreas Haider-Maurer | 26:32  | 2:5   | 1:2    |

### Gruppe B

#### Ergebnisse
| Spieler           | Spieler           | Ergebnis        |
| ----------------- | ----------------- | --------------- |
| Diego Schwartzman | Guilherme Clezar  | 6:3, 6:2        |
| Blaž Rola         | João Souza        | 6:3, 6:4        |
| Guilherme Clezar  | João Souza        | 7:64, 2:6, 7:67 |
| Blaž Rola         | Diego Schwartzman | 6:4, 2:6, 6:3   |
| Diego Schwartzman | João Souza        | 3:6, 7:62, 6:2  |
| Guilherme Clezar  | Blaž Rola         | 6:4, 6:3        |

#### Tabelle
| Pos. | Setzliste | Spieler           | Spiele | Sätze | Punkte |
| ---- | --------- | ----------------- | ------ | ----- | ------ |
| 1    | 2         | Diego Schwartzman | 41:33  | 5:3   | 2:1    |
| 2    | 8         | Guilherme Clezar  | 33:37  | 4:3   | 2:1    |
| 3    | 4         | Blaž Rola         | 33:32  | 4:3   | 2:1    |
| 4    | 6         | João Souza        | 39:44  | 2:6   | 0:3    |

## Finalrunde

### Halbfinale, Finale
|  | Halbfinale | Halbfinale        | Halbfinale | Halbfinale | Halbfinale |  |  | Finale | Finale            | Finale | Finale | Finale |
|  |            |                   |            |            |            |  |  |        |                   |        |        |        |
|  |            |                   |            |            |            |  |  |        |                   |        |        |        |
|  | 3          | Víctor Estrella   | 64         | 7          | 612        |  |  |        |                   |        |        |        |
|  | 8          | Guilherme Clezar  | 7          | 60         | 7          |  |  |        |                   |        |        |        |
|  |            |                   |            |            |            |  |  | 8      | Guilherme Clezar  | 2      | 3      |        |
|  |            |                   |            |            |            |  |  | 2      | Diego Schwartzman | 6      | 6      |        |
|  | 2          | Diego Schwartzman | 7          | 6          |            |  |  |        |                   |        |        |        |
|  | 1          | Simone Bolelli    | 5          | 4          |            |  |  |        |                   |        |        |        |
|  |            |                   |            |            |            |  |  |        |                   |        |        |        |

### Erreichte Preisgelder und Weltranglistenpunkte
(Stand: 23. November 2014)
| Spieler               | Punkte | Antrittsgeld | Erspieltes Preisgeld | Gesamtpreisgeld |
| --------------------- | ------ | ------------ | -------------------- | --------------- |
| Diego Schwartzman     | 110    | 6.300 $      | 78.600 $             | 84.900 $        |
| Guilherme Clezar      | 60     | 6.300 $      | 33.600 $             | 39.900 $        |
| Simone Bolelli        | 30     | 6.300 $      | 12.600 $             | 18.900 $        |
| Víctor Estrella       | 30     | 6.300 $      | 12.600 $             | 18.900 $        |
| Blaž Rola             | 30     | 6.300 $      | 12.600 $             | 18.900 $        |
| Máximo González       | 15     | 6.300 $      | 6.300 $              | 12.600 $        |
| Andreas Haider-Maurer | 15     | 6.300 $      | 6.300 $              | 12.600 $        |
| João Souza            | 0      | 6.300 $      | 0 $                  | 6.300 $         |